# Edicola di San Gennaro

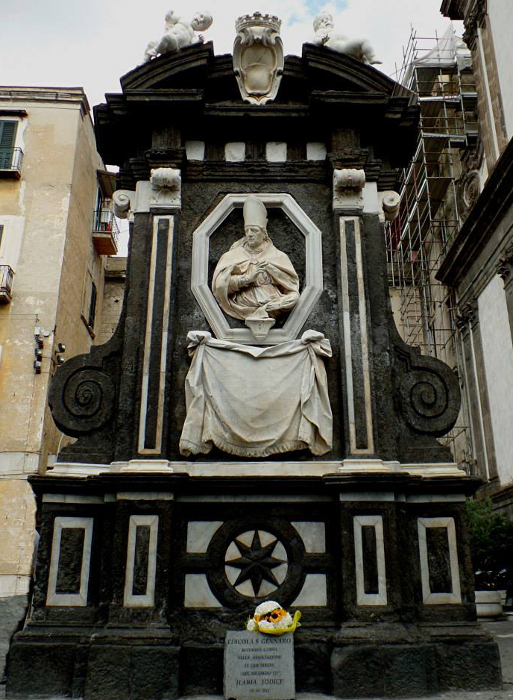
Edicola di San Gennaro

L'Edicola di San Gennaro è un'edicola sacra di Napoli posta in piazza Enrico De Nicola, in posizione pressoché centrale tra il castel Capuano, la chiesa di Santa Caterina a Formiello e porta Capuana.
L'edicola con il busto di san Gennaro, fu voluta e pagata dalla Deputazione del Tesoro di San Gennaro come ringraziamento per la protezione accordata dal santo alla città in occasione di varie calamità.
L'opera fu progettata da Ferdinando Sanfelice mentre l'esecuzione delle sculture fu affidata nel 1706 a Lorenzo Vaccaro. Questi riuscì tuttavia a realizzare soltanto i due angioletti sul timpano, prima di essere assassinato l'anno seguente; i lavori furono quindi completati dal figlio, Domenico Antonio Vaccaro che nel 1708 portò a termine il monumento scolpendo il busto di san Gennaro, dall'aspetto bonario, diverso da quello aristocratico che di solito gli si attribuiva.
È stata restaurata in anni recenti dopo aver subito un lungo periodo di incuria.